# (1296) Andrée
(1296) Andrée es un asteroide que forma parte del cinturón de asteroides y fue descubierto por Louis Boyer el 25 de noviembre de 1933 desde el observatorio de Argel-Bouzaréah, Argelia.

## Designación y nombre
Andrée se designó inicialmente como 1933 WE.
Más tarde, fue nombrado en honor de una sobrina del descubridor.

## Características orbitales
Andrée está situado a una distancia media de 2,418 ua del Sol, pudiendo acercarse hasta 2,073 ua. Su excentricidad es 0,1425 y la inclinación orbital 4,106°. Emplea 1373 días en completar una órbita alrededor del Sol.